# Venera 12
Venera 12 (ryska: Венера-12) var en sovjetisk rymdsond i Veneraprogrammet. Rymdsonden sköts upp den 14 september 1978, med en Proton raket. Farkosten bestod av två delar, en satellit och en landare. I samband med att farkosten passerade Venus, separerade landaren från moderfarkosten. Landaren nådde planetens yta den 21 december 1978. Landaren sände data från yta i minst 110 minuter
Moderfarkosten fortsatte förbi Venus och gick in i en omloppsana runt solen. Farkosten bar flera instrument för att studera Solen.

### Fotnoter
1. ↑  ”NASA Space Science Data Coordinated Archive” (på engelska). NASA. https://nssdc.gsfc.nasa.gov/nmc/spacecraft/display.action?id=1978-086D. Läst 26 mars 2020.